# فيضة الشفلحية
فيضة الشفلحية منطقة عراقية في جنوب شرق قضاء السلمان في محافظة المثنى في صحراء الحجرة بالبادية العراقية بجنوب العراق، أرضها سبخة، مساحتها 28.60 كيلومتراً مربعاً.